# 1619
Năm 1619 (số La Mã: MDCXIX) là một năm thường bắt đầu vào thứ Ba trong lịch Gregory (hoặc một năm thường bắt đầu vào thứ sáu của lịch Julius chậm hơn 10 ngày).

## Sinh
- Hosokawa Mitsunao